# Pyramide van Austerlitz
Pyramide van Austerlitz (nizozemsky De Piramide van Austerlitz, v překladu do češtiny Slavkovská pyramida) je stavba s napoleonskou tematikou blízko vesničky Austerlitz u Utrechtu v Nizozemsku. Historicky se k ní váže bitva u Slavkova. Nejedná se o mírový památník, jako je Mohyla míru, ale o oslavu vojenského tažení. Po Napoleonově vítězné bitvě u Slavkova nechal Napoleonův bratr Louis Napoleon Bonaparte, král holandský, 17. srpna 1806 založit na památku vítězství ves Austerlitz (německý název pro moravský Slavkov) přebudováním tábora francouzské armády poblíž nizozemského Utrechtu.

## Historie stavby

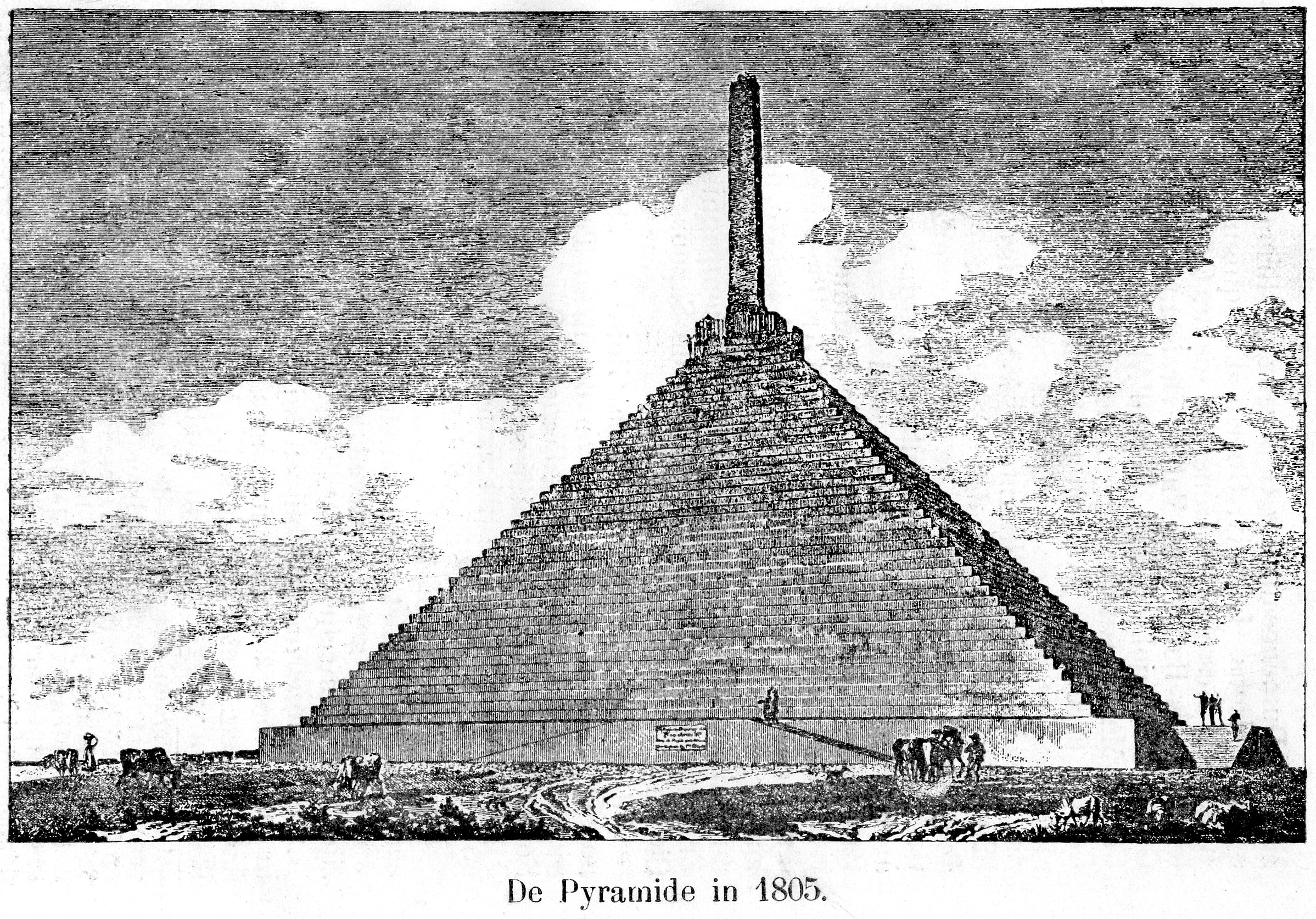
Pyramide van Austerlitz (původní podoba z roku 1805)

Francouzští vojáci v počtu 18 tisíc mužů začali budovat pyramidu v blízkosti tábora již v září roku 1804 pod vedením generála Augusta de Marmonta. Francouzská armáda okupovala Nizozemí od roku 1795 až do roku 1813. Podoba pyramidy byla zvolena vzhledem k Napoleonově fascinaci Egyptem a je vysoká 36 metrů. Obelisk umístěný na jejím vrcholu má třináct metrů a je na něm umístěna pamětní tabule s nápisem: „1804 - zahájení stavby pyramidy, 1808 - původní obelisk zbourán, 1894 - obelisk nahrazen“. Jen pro srovnání - egyptský obelisk z Luxoru na Place de la Concorde v Paříži měří 22 metrů. Pyramida se objevila také na několika malbách s krajinným motivem.[zdroj?]
První snaha o záchranu přišla roku 1894, kdy byl nahrazen starý obelisk, umístěna pamětní deska a založena nadace na záchranu pyramidy. V čele stál inženýr Johannes Bernardus de Beaufort, který byl hejtmanem oblasti Woudenberg. Později opět pyramida padla do zapomnění. Pozapomenutá pyramida poté obrostla náletovými dřevinami a erozí se změnila v obyčejný kopec, ze kterého vyčníval pouze rozpadající se obelisk. Pyramida byla zrestaurována a navrácena ke své dřívější podobě v letech 2001 až 2004 po rozsáhlé renovaci, na kterou provincie Utrecht uvolnila 1,2 miliónů €. Dnes je plánována jako výletní místo.12. října 2007 započala další fáze její rekonstrukce.